# Val-d'Épy (comuna delegada)
Val-d'Épy es una comuna delegada francesa situada en el departamento de Jura, de la región de Borgoña-Franco Condado.

## Historia
- En 1821, la comuna de Tarciat[2] pasó a formar parte de la comuna, que por aquel entonces se denominaba Épy.
- En 1971, la comuna de Lanéria[3] pasó a formar parte de la comuna, cuyo nombre pasó a ser el de Épy-Lanéria.
- En 1972, la comuna de Poisoux pasó a ser una comuna asociada de la comuna de Val-d'Épy.[4]
- El uno de enero de 2016 la comuna francesa de Val-d'Épy pasó a ser una comuna delegada de la comuna nueva de Val-d'Épy[5] al fusionarse con las comunas de Florentia, Nantey y Senaud.
- El uno de enero de 2018 pasó a ser una comuna delegada de la comuna nueva de Val-d'Épy[6][7] al fusionarse con las comunas de Florentia, Nantey, La Balme-d'Épy y Senaud.

## Demografía
| Gráfica de evolución demográfica de Val-d'Épy entre 1800 y 2013 |
|                                                                 |

Los datos entre 1800 y 1968 son el resultado de sumar los parciales de las cuatro comunas que forman la comuna de Val-d'Épy, cuyos datos se han cogido de 1800 a 1968, para las comunas de Lanéria, Poisoux, Tarciat, y Val-d'Épy de la página francesa EHESS/Cassini. Los demás datos se han cogido de la página del INSEE.